# NGC 3052
NGC 3052 is een balkspiraalstelsel in het sterrenbeeld Waterslang. Het hemelobject werd op 7 februari 1785 ontdekt door de Duits-Britse astronoom William Herschel.

## Synoniemen
- ESO 566-26
- MCG -3-25-30
- IRAS 09521-1824
- PGC 28570